# Michelangelo Frammartino
Michelangelo Frammartino (ur. 1968 w Mediolanie) – włoski reżyser i scenarzysta filmowy.

## Życiorys
Urodził się w Mediolanie w rodzinie pochodzącej z Kalabrii. Od 1991 studiował architekturę na Politechnice Mediolańskiej. W latach 1994–1997 kształcił się na mediolańskiej uczelni filmowej Civica Scuola del Cinema. Od połowy lat 90. tworzył filmy krótkometrażowe oraz wideoinstalacje.
Jego pełnometrażowy debiut, Prezent (2003), nagradzany był m.in. na MFF w Salonikach i Warszawie. Druga fabuła Frammartino, Le quattro volte (2010), miała swoją premierę na 63. MFF w Cannes, gdzie zdobyła Nagrodę Label Europa Cinemas.
Trzeci film fabularny reżysera, Pod ziemią (2021), przyniósł mu Nagrodę Specjalną Jury na 78. MFF w Wenecji. Obraz osadzony był w latach 60. i opowiadał o wizycie grupy speleologów na kalabryjskiej prowincji, gdzie znajduje się jedna z najgłębszych jaskiń na świecie, a jej dno wciąż nie zostało spenetrowane.
Przewodniczący jury Nagrody im. Luigiego De Laurentiisa za najlepszy debiut reżyserski na 79. MFF w Wenecji (2022).